# Schlacht um Mindoro
Luzon

Mindoro – Lingayen  – Bataan – Manila – Corregidor
Visayas

Leyte – TE/WA – Panay – Simara – Negros – Cebu City
Mindanao

Bukidnon – Maguindanao/Cotabato – Davao
Operationen zur See

Convoy Hi-71 – Shin'yō Maru Vorfall – Formosa  – Golf von Leyte – Bucht von Ormoc – Convoy Hi-81 – Südchinesisches Meer – Taipeh  – Schlacht am 24. Juli 1945
Die Schlacht um Mindoro war eine militärische Operation im Rahmen der Rückeroberung der Philippinen während des Pazifikkriegs im Zweiten Weltkrieg. Ziel der amerikanischen Operation war es, die Philippineninsel Mindoro durch einen Amphibienangriff einzunehmen. Die Landungen der US-Streitkräfte begannen am 13. Dezember 1944. Nach dreitägigen Kämpfen gegen die japanische Garnison galt Mindoro ab dem 16. Dezember als gesichert. Vereinzelte japanische Gruppen kämpften jedoch bis August 1945, als das Japanische Kaiserreich endgültig kapitulierte.

## Vorgeschichte
Mindoro und die umliegenden Inseln waren gleich zu Beginn der japanischen Operationen im Pazifikraum 1942 von der kaiserlich japanischen Armee eingenommen und besetzt worden (→ Schlacht um die Philippinen). Auf den Inseln wurden kleinere Garnisonen postiert; Mindoro wurde vor allem wegen ihrer Flugfelder genutzt. Als die Joint Chiefs of Staff 1943 die ersten Pläne zur Rückeroberung der Philippinen unter dem Codenamen Musketeer erarbeiten ließen, lag das Hauptaugenmerk auf den beiden größeren Inseln Leyte und Luzon. Mindoro rückte erst im September des Folgejahres bei der Planrevision nummer 3 (Operation Musketeer nr. III) auf Drängen von General Douglas MacArthur nach, da die Flugfelder auf Mindoro, die sich in japanischer Hand befanden, strategisch wichtig für die Landungen auf Luzon waren. So sah der Plan vor, die Landungen auf Mindoro unmittelbar nach der Einnahme von Leyte zu beginnen.
Die Operation Musketeer III sah vor, ab dem 5. Dezember 1944 den südwestlichen Teil von Mindoro einzunehmen: 10.000 Marineinfanteristen und Armeesoldaten sollten die kleine japanische Garnison im Süden rasch ausschalten. Der Rest der Insel wurde von philippinischen Guerillas kontrolliert, welche seit Anfang 1942 die japanischen Truppen auf Mindoro bekämpften. Nachdem die sich auf Mindoro befindlichen Flugfelder für den Einsatz vorbereitet waren, sollten anschließend, ab dem 20. Dezember, die Landungen auf Luzon beginnen. Der Plan wurde durch die Joint Chiefs of Staff am 3. Oktober 1944 zur Durchführung freigegeben. MacArthur sammelte anschließend eine kleinere Flotte und etwa 10.000 Armeeeinheiten der 24. Infanteriedivision unter dem Kommando von General Roscoe B. Woodruff.

## Die Schlacht

### Unterstützungsoperationen

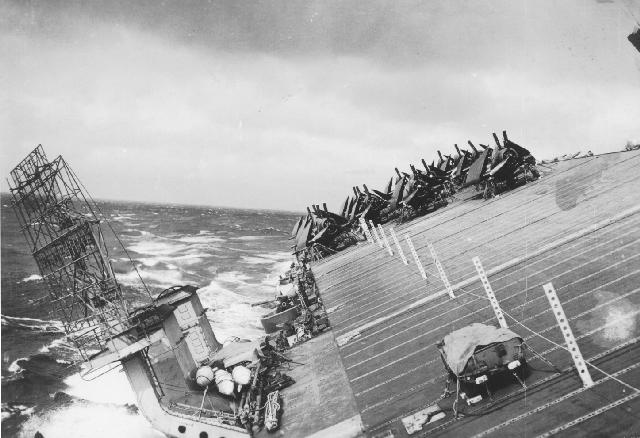
Der Flugzeugträger Cowpens kämpft gegen die hohen Wellen während des Taifuns Cobra

Um die Landungen auf Mindoro und später auch die auf Luzon zu unterstützen, wurde die Task Force 38 unter Vizeadmiral John S. McCain bereitgestellt. Sie war in drei Gruppen (Task Groups) unterteilt: Task Group 38.1 unter Konteradmiral Albert E. Montgomery mit vier Flugzeugträgern, zwei Schlachtschiffen, vier Kreuzern und 18 Zerstörern, Task Group 38.2 unter Konteradmiral Gerald F. Bogan mit fünf Flugzeugträgern, drei Schlachtschiffen, fünf Kreuzern und 20 Zerstörern, sowie Task Group 38.3 unter Konteradmiral Frederick C. Sherman mit vier Flugzeugträgern, drei Schlachtschiffen, vier Kreuzern und 18 Zerstörern. Die Kampfflugzeuge dieser Task Force flogen zwischen dem 14. und 16. Dezember 1944 Luftangriffe gegen die japanisch besetzten Flugplätze auf Luzon und Mindoro, um die Landungen vorzubereiten. Einige Flugzeuge sowie PBY Catalina Flugboote flogen über der Insel Aufklärung und fotografierten die feindlichen Stellungen an den Stränden.
Am 18. Dezember 1944 jedoch geriet die Task Force 38 in den schweren Taifun Cobra. Drei Zerstörer sanken während des Sturmes, wobei 750 Seeleute umkamen. Vier Flugzeugträger, ein Kreuzer und fünf Zerstörer wurden teils schwer beschädigt, und die Flotte musste den Verlust von 146 Maschinen, die über Bord gespült wurden, hinnehmen. Fast alle beschädigten Schiffe mussten nach Leyte zurück, um notdürftige Reparaturarbeiten durchzuführen, um dann zur endgültigen Ausbesserung nach Pearl Harbor, Hawaii, zu fahren.

### Die Landung im Süden
Obwohl japanische Aufklärungsflugzeuge den anlaufenden amerikanischen Konvoi in der Mindanaosee am 13. Dezember sichteten, gingen sie fälschlicherweise von einem Kurs auf Negros oder Panay aus. Zwar wurde am 13. Dezember ein schwerer Kamikaze-Angriff auf die Nashville während des Anlaufens nach Mindoro (133 Tote, darunter viele Offiziere des Führungsstabs) durchgeführt, doch der Konvoi blieb ansonsten unbehelligt. Japanische Patrouillenflugzeuge suchten am Folgetag vergeblich die Strände von Negros und Panay ab, in der Erwartung dort amerikanische Landungsbemühungen festzustellen. Erst als der Konvoi am 15. Dezember 1944 vor San Jose ankerte, wurde den Japanern bewusst, dass das eigentliche Ziel Mindoro war.

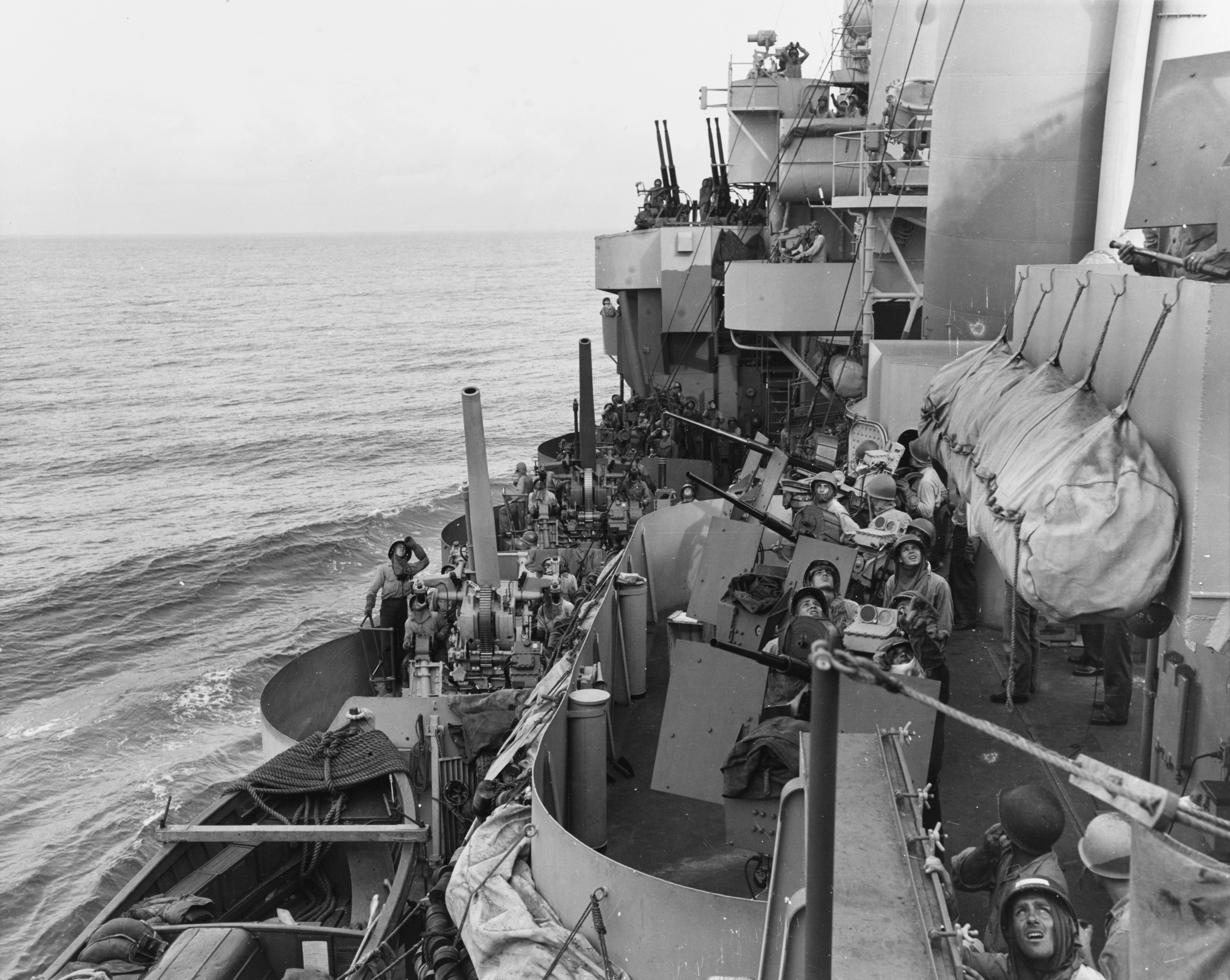
Die Geschützmannschaft der Phoenix hält Ausschau nach feindlichen Kampfflugzeugen am Himmel vor der Küste von Mindoro (15. Dezember 1944).

Der Konvoi stand unter Führung der Task Group 78.3 unter Konteradmiral Arthur Dewey Struble. Auf den Schiffen befand sich die Western Visayas Task Force unter Brigadegeneral Willam C. Dunckel (Flaggschiff Nashville) mit dem 503. Fallschirmregiment, 19. Infanterieregiment der 24. US-Infanteriedivision. Deckungsgruppen unter Konteradmiral Russell Stanley Berkey und Konteradmiral Theodore Davis Ruddock standen zum Schutz bereit. Weitere Kamikaze-Angriffe fanden während und nach den Landungen statt, jedoch konnten die vorgesehenen Strände ohne einen einzigen Mann Verlust besetzt werden. Bis zum Einbruch der Nacht wurden alle mitgeführten Nachschubmaterialien an Land gebracht. San Jose war am Abend eingenommen und die Arbeiten an den nahe liegenden Flugfeldern konnten beginnen. Mindoro galt prinzipiell ab dem 16. Dezember als gesichert, obwohl nur der südliche Teil bis dahin besetzt worden war. Die auf Mindoro eingesetzten japanischen Streitkräfte hatten sich in das Landesinnere zurückgezogen und bereiteten sich dort auf einen Guerillakampf vor.

### Operation REI
Am 24. Dezember lief ein japanischer Flottenverband von der Cam Ranh Bay nach Mindoro und beschoss dort mit dem Zerstörer Kasumi unter Konteradmiral Masatomi Kimura, einem Schweren und einem Leichten Kreuzer und fünf weiteren Zerstörern die amerikanische Landezone. Ein Transportschiff wurde durch japanische Schiffsartillerie und anschließend durch ein amerikanisches Flugzeug beschädigt und musste aufgegeben werden. Als Luftangriffe mit B-25-Bombern und Jägern der 5. US-Luftflotte auf den Verband erfolgten, sowie der Zerstörer Kiyoshimo in der Folge durch ein amerikanisches Schnellboot versenkt wurde, drehte der Verband ab und entging so seiner Vernichtung. Der Beschuss der Japaner führte nur zu leichten Schäden an den Landestränden.
Ein Angriff des U-Bootes Baya am 27. Dezember unter Kapitänleutnant Benjamin Campbell Jarvis auf den ablaufenden Verband  blieb erfolglos.

### Zug nach Norden

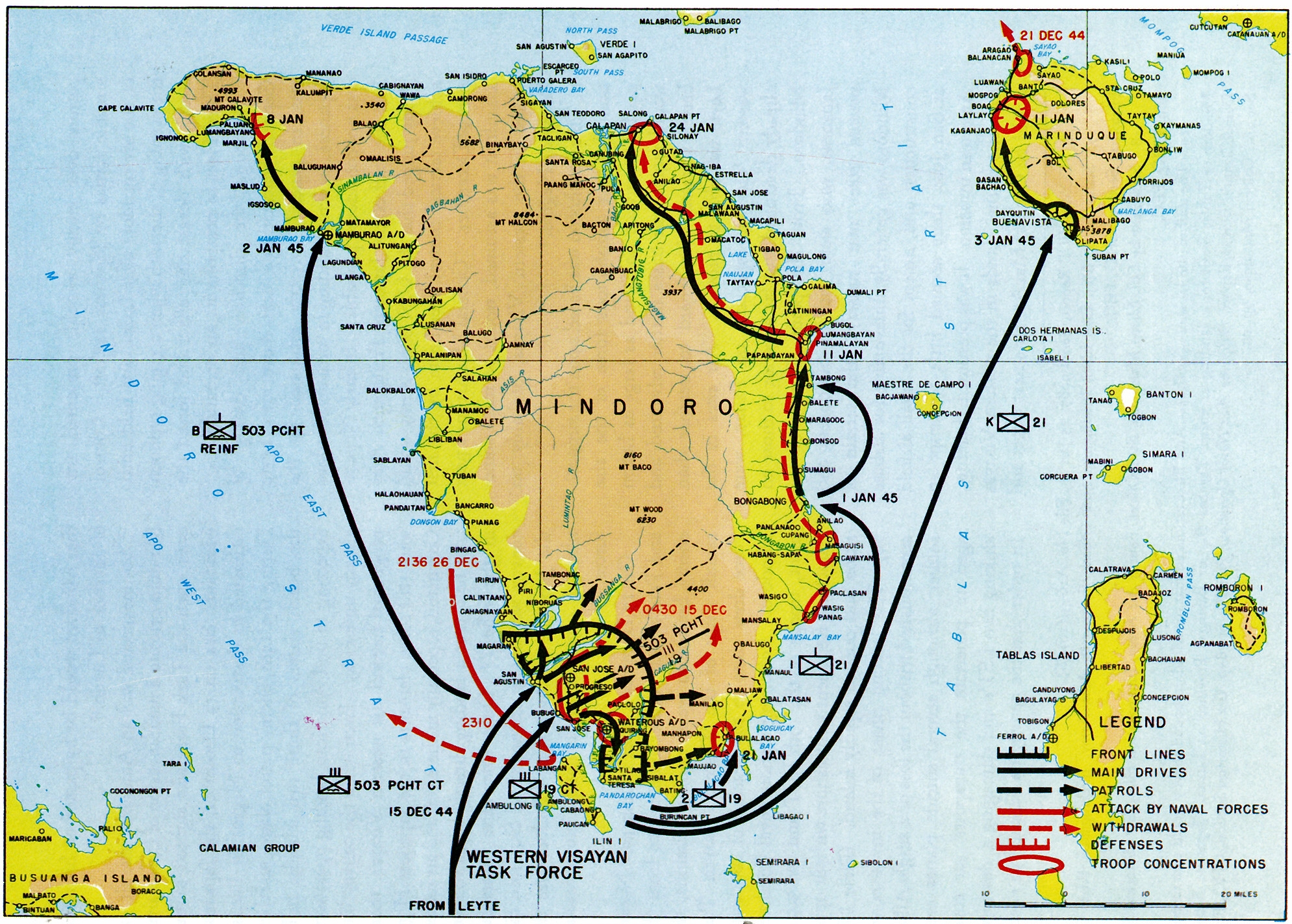

Am 1. Januar 1945 übernahm die 8. US-Armee die Kontrolle über Mindoro. Der weitere Plan MacArthurs sah taktische Eroberungen im Norden der Insel vor, um die zukünftigen Landungen auf Luzon und möglicherweise auf Formosa zu decken. Erste Vorstöße galten am 1. Januar Bongabong an der Mindoro-Ostküste und Calapan im Nordosten der Insel. Am 3. Januar nahmen US-Truppen Buenavista an der Südwestküste von Marinduque ein, wo sie Radarinstallationen aufbauten.

## Folgen
Ab Ende Dezember 1944 bis August 1945 lieferten sich die verbliebenen Japaner auf Mindoro einen verbissenen Guerillakampf gegen die Philippinische Armee, die in Guerillakriegsführung erfahren war. Dies führte auf beiden Seiten zu sehr hohen Verlusten.

## Nach Kriegsende
Im April 1980 sollte nach Presseberichten der japanische Soldat Fumio Nakahara auf dem Berg Halcon entdeckt worden sein. Er überlebte seit dem Ende der Kampfhandlungen anscheinend dort in einer kleinen Hütte. Diese Information erwies sich als falsch: ein Suchtrupp entdeckte zwar die Hütte, in der auch einige ältere Waffen aufbewahrt wurden (inklusiv einem Arisaka Typ 99-Gewehrs und Handgranaten); vom japanischen Soldaten jedoch wurde keine Spur gefunden.